# Sciopolina retrovena
Sciopolina retrovena är en tvåvingeart som beskrevs av Irwin 1974. Sciopolina retrovena ingår i släktet Sciopolina och familjen styltflugor. Inga underarter finns listade i Catalogue of Life.